# A Hellsing epizódjainak listája

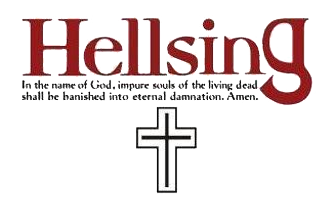
A Hellsing animesorozat logója

Ez a lista Hirano Kóta Hellsing című mangasorozata alapján készült animesorozat és OVA-sorozat epizódjait sorolja fel. A manga első animefeldolgozását a Gonzo készítette Iida Umanoszuke rendezésében. Bár a mangát veszi alapul, a történet Konaka Csiaki forgatókönyve szerinti, így jelentős eltéréseket tartalmaz, de a szereplők és megjelenésük változatlanok. Japánban 13 epizódon keresztül futott a Fuji TV-n 2001. október 10. és 2002. január 16. között. Az animesorozatot is több mint húsz országban bemutatták, Észak-Amerikában a Geneon Entertainment forgalmazta és az Egyesült Államokban a Starz hálózat Encore televíziója vetítette 2003. október 4-től 2003. december 27-ig, Kanadában pedig a G4techTV Canada az Anime Current műsorblokkjában 2007-ben. Magyarországon az animét az Animax tűzte műsorra 2008. október 25-től 2008. december 7-ig eredeti nyelven, magyar felirattal, majd 2008. december 13-tól a magyar szinkronos változat került adásba. 2009 áprilisától az AXN Sci-Fi műsorán is látható volt.
A Hellsing Ultimate (Japánban Hellsing) tízrészes OVA-sorozat a Satelight (1–4. epizód), a Madhouse (5–7. epizód) és a Graphinica (8–10. epizód) stúdiók animációs munkájával, a Geneon Entertainment gyártásában készült. Az egyenként 40-60 perces epizódok közül az első epizód 2006. február 10-én, míg a befejező, tizedik 2012. december 26-án jelent meg DVD-n. Az Ultimate az animesorozattal ellentétben a manga cselekményét követi, így több benne az erőszak és a szexuális tartalom. A Hellsing Ultimate a hatodik OVA-epizódtól kezdődően DVD mellett Blu-ray-en is elérhetővé vált Japánban, míg az első öt rész Blu-ray-változata egy díszdobozos kiadásban került piacra 2010. október 22-én. A 8., 9. és 10. epizód nagyobb időközökkel jelent meg, mint az első hét epizód, de publikálták melléjük a The Dawn-ból készül három epizódos OVA-t is. Észak-Amerikában az Hellsing Ultimate-et a Funimation Entertainment forgalmazza. Az első epizód 2006. december 5-én, az utolsó 2012 decemberében került kiadásra.
A Hellsingben két témazene hallható. A nyitótéma, a Logos naki World Isii Jaszusi szerzeménye, míg a zárótéma a Mr. Big Shine című dala. A Hellsing Ultimate 1–5. epizódja esetében mindegyik epizód végén más instrumentális dal szól, amelyet Macuo Hajato komponált és a Varsói Filharmonikus Zenekar játszott. A 6. és 7. epizód végi vokálokat a Suilen japán rockzenekar adja, címük Magnolia és Sinto-Site.

## Epizódlista

### Hellsing
| # | Epizód címe                                                    | Első japán sugárzás | Első magyar (Animax) sugárzás |
| --- | -------------------------------------------------------------- | ------------------- | ----------------------------- |
| 1 | Első parancs: Élőholtak The Undead                             | 2001. október 10.   | 2008. október 25.             |
| Integra Hellsing egy kisebb Hellsing-egységet irányít Cheddarba, ahonnan emberek eltűnését jelentették. Miután a D–11-es elit alakulat megérkezik a helyszínre, hogy kiderítsék, mi áll a halálesetek hátterében, megjelenik Alucard is a Hellsingtől. Seras Victoria, a D–11 rendőrnője szembekerül korábbi kollégáival, akik gúllá változtak, s egy templomba menekül be. A templomban egyedül a tiszteletes tartózkodik, aki kezdetben barátságos, de végül felfedi, hogy ő a vámpír, aki a támadások mögött áll. Alucard belép a templomba és eliminálja a gúlokat, és az azokat irányító vámpírt. A tűzharcban Seras halálosan megsebesül, ezért Alucard úgy dönt, hogy megmentse életét, vámpírrá változtatja. |                                                                |                     |                               |
| 2 | Második parancs: M Klub Club M                                 | 2001. október 17.   | 2008. október 26.             |
| Seras Victoria nehezen fogadja el, hogy korábbi élete D–11-es rendőrként véget ért, és most már egy vámpír. Miután Walter, a Hellsing ház komornyikja bemutatja új otthonát, megkapja első küldetését a Hellsing tagjaként. Egységének két tinédzser vámpírt kell felkutatnia és megölnie, akik szórakozásból mészárolnak le családokat. Seras lelkiismeretének válságába kerül, mikor parancsot kap egyikőjük megölésére. |                                                                |                     |                               |
| 3 | Harmadik parancs: Karddal táncoló Sword Dancer                 | 2001. október 24.   | 2008. november 1.             |
| A Hellsing hírszerzése jelenti, hogy egy titokzatos chipet beültetve az emberekbe, lehetővé teszi számukra, hogy mesterségesen vámpírrá alakuljanak. Egy elhunyt külföldi főiskolai hallgató visszatér az életbe a chip eltávolítását követően. Miután a fiú fegyveres rendőröket gyilkol meg a hullaházban, Seras a Hellsing egy félkatonai osztagával a helyszínre siet, hogy megfékezze. A Vatikántól azonban megjelenik Alexander Anderson atya, aki lemészárolja a teljes osztagot és cselekvőképtelenné teszi Serast. Alucard szembeszáll Andersonnal, megmentve a lányt. Kettejük küzdelmének végül Integra vet véget, figyelmeztetve Andersont, hogy túllépte a hatáskörét. Alucard felajánlja a vérét Serasnak, de az képtelen elfogadni. |                                                                |                     |                               |
| 4 | Negyedik parancs: Ártatlan, akár egy ember Innocent as a Human | 2001. október 31.   | 2008. november 2.             |
| Az epizód egy snuff filmmel kezdődik, amelyen egy férfit vámpír gyilkol meg. A háttérben a Hellsing egy katonája látható, ezért Integra utasítja a szervezetet és Serast, hogy járjon utána filmnek, és derítse ki, ki a felelős annak közvetítéséért. Meg kell akadályozni a további televíziós közvetítéseket, mielőtt a nyilvánosság tudomására jutna az igazság a Hellsing Intézetről. |                                                                |                     |                               |
| 5 | Ötödik parancs: Testvériség Brotherhood                        | 2001. november 7.   | 2008. november 8.             |
| Seras és a Hellsing kommandósai rajtaütnek egy raktárban, ahonnan egy egyre nagyobb problémát jelentő szekta tevékenységét jelentették. Az épületben csak egy halott vámpírt találnak, azonban elrejtettek egy bombát is, ami veszteséget okoz a Hellsing soraiban. Walter átadja Alucarnak és Serasnak új fegyvereiket, a Jackalt, illetve a Harkonnent. Integra összehív egy bizalmas tanácskozást, amelyen egy titkos kormányszerv, a Kerekasztal tagjai vesznek részt a Hellsing központjában. Két vámpírtestvér, Jan és Luke Valentine meglepetésszerű támadást indítanak a Hellsing ellen felfegyverzett gúlhadseregükkel. Ahogy lerohanják a kastélyt, csak Alucard, Seras és Walter marad, akik felvehetik velük a harcot. |                                                                |                     |                               |
| 6 | Hatodik parancs: Halálzóna Dead Zone                           | 2001. november 14.  | 2008. november 9.             |
| Alucard, Seras és Walter folytatják a harcot a Valentine fivérek és gúlhadseregük ellen, melyet a megölt és gúllá változott Hellsing kommandósok is gyarapítanak. Luke alulmarad és meghal az Alucarddal vívott harcában. Seras és Walter folytatják a gúlok megsemmisítését, eközben Jan szembekerül Integrával és a Kerekasztallal, de öngyilkosságot követ el, miután Integra higannyal töltött golyókkal lövi meg. |                                                                |                     |                               |
| 7 | Hetedik parancs: Párbaj Duel                                   | 2001. november 21.  | 2008. november 15.            |
| Integra részt vesz a megölt Hellsing kommandósok temetésén. Walterrel próbálnak megoldást találni, hogy hogyan pótolhatnák a Hellsing súlyos veszteségeit, közben Integra meghívást kap Enrico Maxwelltől, az Iscariot vezetőjétől egy múzeumba. Seras Victoria a Mason Fox vezette Hellsing egységgel egy vámpírt próbálnak elkapni, aki a londoni metróban szedi áldozatait. Anderson ismét megjelenik, megölve a vámpírt és néhány Hellsing katonát, amíg Alucard nem állja útját. |                                                                |                     |                               |
| 8 | Nyolcadik parancs: A gyilkos ház Kill House                    | 2001. november 28.  | 2008. november 16.            |
| A hongkongi gyár, amelyben a szörnychipeket gyártották, elpusztul miután a hongkongi rendőrség lerohanja az épületet. A Hellsing emberveszteségének pótlására Integra és Walter kénytelen külföldi különleges egységek tagjait felbérelni, hogy megoldják a szörnychippel átváltoztatott vámpírok ügyét. Seras és Harry Anders MI-5 ügynök, szintén a szörnychipekkel kapcsolatos ügyeken dolgozik. Harry Anders egy Helena nevű valódi vámpírt mutat be Serasnak. Miután elmennek, Anders gépkocsija felrobban. |                                                                |                     |                               |
| 9 | Kilencedik parancs: Red Rose Vertigo Red Rose Vertigo          | 2001. december 5.   | 2008. november 22.            |
| A Hellsing egy vár lerohanásának közepén tart, amikor a 22. SAS ezred megérkezve a művelet félbeszakítására és visszavonulásra szólítja fel őket. A kastélyban a SAS osztagokat egy ismeretlen fél chipes szörnyetegekké változtatja. Ezalatt Alucard egy Incognito nevű vámpírt követ. Röviddel később Integrát meglátogatja „nővére”, Laura, de Seras érzi, hogy valami nincs rendjén. Gyanúja beigazolódik, amikor Laura felfedi, hogy egy baobhan sith, egy skót vámpír erős hipnotikus képességekkel, és azért küldték, hogy megölje Integrát. Seras megpróbálja megfékezni, de a szintén hipnotizált Walter megakadályozza ebben. Alucard összetűzésbe keveredik Incognitóval, aki egy gúnyos megjegyzésében felhívja a figyelmét az Integrára leselkedő veszélyre, azért visszatér és végez Laurával. Felszabadulva a hipnózis alól, Integra nyakon szúrja magát, hogy eltávolítsa a Laura által beszennyezett vérét, majd összeesik. |                                                                |                     |                               |
| 10 | Tizedik parancs: Szörnyek ura Master of Monster                | 2001. december 12.  | 2008. november 23.            |
| Integra összeesik miután megszúrja magát megelőzve, hogy vámpírrá váljon, s kórházba szállítják. Az életmentő operáció alatt Alucard felhívja a figyelmét az aggódó Serasnak „Mesterük” harcára. Mialatt Integrát műtik, visszaemlékezik az eseményekre, amikor megörökölte a Hellsing-ház vezetését, és nagybátyja emiatt az életére akart törni, de Alucard megakadályozta ebben és hű szolgálójává lesz. Incognito ezalatt egy gúlhadsereget kelt életre. |                                                                |                     |                               |
| 11 | Tizenegyedik parancs: Felsőbbrendű erők Transcend Force        | 2001. december 19.  | 2008. november 29.            |
| Integra hírt kap, hogy az angol királynő is rész kíván venni a Kerekasztal következő ülésén. Hogy félrevezesse az ellenséget a Londoni Towerhez vezényli a Hellsing kommandósait, mialatt a királynő fogadására a Hellsing központjában készül. Seras tanúja lesz, ahogy Incognito végez Helenával, Alucard pedig jelenti, hogy valami nincs rendben: a kommandósokat a SAS egyenruháját viselő fegyveresek támadják meg. |                                                                |                     |                               |
| 12 | Tizenkettedik parancs: Totális pusztítás Total Destruction     | 2002. január 9.     | 2008. november 30.            |
| Integra megtudja, hogy a Hellsing kommandósait a Londoni Towernél orgyilkosok támadták meg, akik a 22. SAS ezred CRW egyenruháját viselik. Később világossá válik, hogy valóban az SAS tagjairól van szó, akik a szörnychipes vámpírok egy újabb, vérfarkasokhoz hasonló fajtájához tartoznak. A királynő látogatását lefújják és az incidens miatt a teljes Hellsinget fegyveres terroristáknak nyilvánítják. A Brit Hadsereget a Towerhez vezénylik és mind a Hellsing katonáit, mind a szörnychipes vámpírokat kifüstölik. Peter Fargason parancsnok megpróbálja őket leállítani, de egy mesterlövész lelövi. |                                                                |                     |                               |
| 13 | Tizenharmadik parancs: A pokol tüze Hellfire                   | 2002. január 16.    | 2008. december 7.             |
| A Towerben Alucard ismét szembekerül Incognitóval, aki az egész Towert erődjévé változtatta a „Fekete kontinens mágiájával”. Ezalatt Seres iszik Peter Fargason véréből és visszatartja a hadsereget, lelőve a mesterlövészüket Harkonnenjével. Integra és Walter megpróbálnak a Towerhez repülni egy helikopteren, de lelövik gépüket. Walter kettévágja a helikoptert és leengedi Integrát a húrjaival, de elfogják Incognito átváltoztatott SAS harcosai. Seras látja, ahogy Incognito lefejezi Alucardot. Incognito Integrát kívánja feláldozni, hogy megidézhesse Széthet erre a világra. Integra szólítja Alucardot és engedélyezni, hogy első szinten oldja fel az erőkorlátozást, így folytatja a harcot. Seras megmenti Integrát, megölve a maradék SAS vámpírokat. Incognito fuzionál Széthtel, és a levegőben folytatják a harcot Alucarddal, majd egy katedrálisba csapódnak be. Incognito kigúnyolja Alucardot és követeli, hogy fedje fel valódi kilétét. Alucard egy villámlással megmutatja valódi formáját, néhány másodperccel később pedig Incognito látható, ágyéktól szájig átszúrva egy ezüst lándzsával, amelyet Alucard készített egy keresztből. Később Alucard az incidensről készült jelentéssel meglátogatja Integrát cellájában, akinek felajánlja, hogy vámpírrá változtatja. Integra csak mosolyog, ahogy a vér lecsöpög a földre. |                                                                |                     |                               |

### Hellsing Ultimate
| # | Epizód címe   | Első japán sugárzás |
| --- | ------------- | ------------------- |
| 1 | Hellsing I    | 2006. február 10.   |
| Tíz évvel ezelőtt Integra Hellsing apja, Arthur halálával megörökli a Hellsing szervezet vezetését. A hataloméhes nagybátyja, Richard ezt nem hagyja annyiban és végezni kíván Integrával, aki feléleszti a Hellsing-ház alatti katakombákban rejtőző alvó Alucardot, az isteni hatalommal rendelkező vámpírt, aki megöli Richard embereit, Integra pedig lelövi nagybátyját. Tíz év elteltével Alucardot egy kisvárosba küldik egy vámpír és gúljai ellen. Egy rendőrlány, Seras Victoria miután társai gúllá változtak, a vámpír fogságába esik. Alucard azonban, hogy végezzen a vámpírral Serast is halálosan megsebesíti, de vámpír szolgálójává változtatja. A lány így csatlakozik a Hellsinghez, első küldetésén, amelyen a vámpírok elleni harcot kell megtanulnia, két vámpírt, Jessicát és Liefet kell megállítania. Következő küldetésük Badrickba, Észak-Írországba vezet, ahol Alucard először néz szembe a Vatikán Iscariot nevű, a Hellsinggel ellenséges szervezetével, személyesen Alexander Anderson atyával. Hossz: 51 perc |               |                     |
| 2 | Hellsing II   | 2006. augusztus 25. |
| Az elszaporodott vámpírtámadások miatt Integra összehívja a Kerekasztalt a Hellsing központjában. Két vámpírtestvér, Jan és Luke Valentine gúlseregével azonban támadást indít a központ ellen, céljuk a Hellsing és Alucard megsemmisítése. Alucardnak, Walternak és az újdonsült Seras Victoriának kell megvédenie a fejeseket. Walter és Victoria Luke-kal csap össze, ahol Walter sok idő múltán, újra megmutatja, hogy miért hívták a „Halál Angyalának”. Az Alucard által sarokba szorított Jan végül egy különös névvel búcsúzik az árnyékvilágból: ez a Millenium, amely egy 50 éve rejtőzködő náci csoportot takar. Hossz: 43 perc |               |                     |
| 3 | Hellsing III  | 2007. április 4.    |
| A vámpírtestvérek támadása során rengeteg embert vesztett a Hellsing, így Integra Pip Bernadotte zsoldosait bérli fel. A Millenium céljainak felkutatása érdekében együttműködést köt a Hellsing és az Iscariot. A Millenium utáni nyomozásban Alucard és Seras a szervezet által lefizetett brazil katonai rendőrséggel, majd pedig a Millenium egyik tisztjével Tubalcain Alhambrával kerülnek szembe. Hossz: 47 perc |               |                     |
| 4 | Hellsing IV   | 2008. február 22.   |
| A Hellsing és az Iscariot az Egyesült Királyság királynője előtt tart tanácskozást, melyen váratlanul megjelenik Schrödinger, aki a Millenium vezérének, az Őrnagynak üzenetét közvetíti. Ezalatt a Millenium elfoglal egy brit repülőgép-hordozót, az Eagle-t, amelyen Rip van Winkle landol. A Millenium elindul bosszúja betelesítésére: London elpusztítására. Hossz: 56 perc |               |                     |
| 5 | Hellsing V    | 2008. november 21.  |
| Sir Penwood és a brit nemzetbiztonság nem veszi komolyan Integra figyelmeztetését a Milleniumról és két SAS-osztagot küldenek az Eagle visszafoglalására, akiket Rip van Winkle lemészárol. A Hellsing ezután Alucardot küldi a hajóra egy SR-71 kémrepülőn. Alucard végez a Milleniummal, azonban a szervezet tervei szerint a hajón ragad, míg az Őrnagy megindíthatja a teljes támadást London ellen. Hossz: 44 perc |               |                     |
| 6 | Hellsing VI   | 2009. július 24.    |
| Míg Alucard az Eagle-ön ragadt, a Millenium megkezdi London módszeres lerombolását és a lakosság lemészárlását. Integra menekülés közben belefut az Iscariotba, Alexander Anderson atyába, Heinkel Wolféba és Takagi Jumikóba. A Vatikánban Enrico Maxwellt érsekké léptetik elő és az Iscariot hadjáratának előkészítésével és vezetésével bízzák meg. Mialatt Integra az Iscariottal egyezkedik, a Millenium Zorin Blitz vezetésével megkezdi a Hellsing központjának ostromát, a védelmét ellátó Seras és Bernadotte „vadlibái” azonban nem várják őket felkészületlenül. Hossz: 42 perc |               |                     |
| 7 | Hellsing VII  | 2009. december 23.  |
| A Hellsing-központ elkeseredett védelmében a védők többsége, köztük Bernadotte is elesik. Seras iszik Bernadotte véréből, így eggyé válnak, majd végez Zorin Blitz-cel. Maxwell több mint 3000 lovaggal megindítja a kilencedik keresztes hadjáratot és esztelen mészárlásba kezd, a vámpírokra és az emberekre (akiket protestáns voltuk miatt eretnekeknek tart) is lövet. Végül az Eagle fedélzetén Alucard is megérkezik Londonba. Hossz: 45 perc |               |                     |
| 8 | Hellsing VIII | 2011. július 27.    |
| Kezdetét veszi az Hellsing, az Iscariot és a Millenium közötti három oldalú küzdelem. Alucard elengedi azt a több millió lelket, akiket az élete során magába olvasztott: saját havasalföldi serege, ősi angol parasztság, török janicsárok, lovagok, Rip van Winkle, Tubalcain Alhambra és további százakat. Winkle és Anderson lelövik Maxvell helikopterét, mivel Anderson nem tud azonosulni Enrico hatalomittasságával. Miután Alucard gyakorlatilag lemészárolta az Milleniumot és az Iscariotot is, Andersonnal kerül szembe, aki a Helena körme nevű ősi ereklyével egy igazi szörnyeteggé változtatja magát. Hossz: 49 perc |               |                     |
| 9 | Hellsing IX   | 2012. február 15.   |
| Anderson végül alulmarad Alucarddal szemben, azonban felbukkan egy új ellenfél, a megfiatalodott Walter, aki Millenium szolgálatába állt. Ezalatt Seras és Integra behatolnak az Őrnagy léghajójába, a Deus Ex Machinába. Hossz: 49 perc |               |                     |
| 10 | Hellsing X    | 2012. december 26.  |
| Váltakozó sikerrel folytatódik a küzdelem Walter és Alucard között, mialatt Seras az Őrnagy testőrével, a Kapitánnyal küzd meg. Alucard elkezdi magába szívni a Londonban meggyilkolt milliók vérét, azonban Schrödinger, lefejezve saját magát, belekeveri a vérét a vérfolyamba, amit Alucard magába olvaszt. Walter megindítja az utolsó támadást, de Alucard megragadja és inzultálja, hogy nem képes legyőzni őt. Ezután Alucard váratlanul kezd eltűnni: az Őrnagy ezt úgy magyarázza, hogy Schrödinger, ha képes azonosítani magát, akkor képes egyszerre mindenhol és sehol sem lenni, mivel Schrödinger tudata Alucardban több millió másik közé keveredett, így nem képes azonosítani magát, s ez Alucardra is kiterjesztődik. Walter örvendezik Alucard „halálán”, azonban Heikel lelövi, megbosszulva Jumie korábbi halálát. Seras és Integra áttörnek az Őrnagyot védő falon, s Seras lelövi az Őrnagyot, akiről kiderül, hogy egy géptestben élt. A Doktor, a Millenum tudósa eközben meg próbálja menteni kutatási eredményeit, de ebben a hirtelen felbukkanó Walter megakadályozza. 30 év telik el ezután, míg újra megjelenik Alucard. Hossz: 68 perc |               |                     |

### Hellsing: The Dawn
| # | Epizód címe          | Első japán sugárzás |
| --- | -------------------- | ------------------- |
| 1 | Hellsing: The Dawn 1 | 2011. július 27.    |
| A második világháború alatt a fiatal Waltert a Hellsing mélyen az ellenséges vonalak mögé küldi, hogy megszüntesse a nácik által jelentett újabb fenyegetést, mely szerint gúlokat akarnak felhasználni a háború menetének megfordítására. |                      |                     |
| 2 | Hellsing: The Dawn 2 | 2012. február 15.   |
| A Millenium főhadiszállásán Walter épp vacsora közben zavarja meg az Őrnagyot, aki egy vonzó ajánlatot tesz számára: látva Walter képességeit, az Őrnagy felkéri, hogy csatlakozzon a szervezetbe, amit a fiú visszautasít.                |                      |                     |
| 3 | Hellsing: The Dawn 3 | 2012. december 26.  |
| Megkezdődik az ádáz harc Walter és az Őrnagy testőre, a Hadnagy között, végül egy fiatal lány alakjában megjelenik Alucard. Ezután képsorok láthatók Alucard múltjából.                                                                    |                      |                     |

## DVD és Blu-ray-kiadások
| Kötet                  | Megjelenés dátuma   | Epizódok | Források      |
| ---------------------- | ------------------- | -------- | ------------- |
| I. DVD                 | 2006. február 10.   | 1.       | [ 13 ] [ 14 ] |
| II. DVD                | 2006. augusztus 25. | 2.       | [ 15 ] [ 16 ] |
| III. DVD               | 2007. április 4.    | 3.       | [ 17 ] [ 18 ] |
| IV. DVD                | 2008. február 22.   | 4.       | [ 19 ] [ 20 ] |
| V. DVD                 | 2008. november 21.  | 5.       | [ 21 ] [ 22 ] |
| VI. DVD és Blu-ray     | 2009. július 24.    | 6.       | [ 23 ] [ 24 ] |
| VII. DVD és Blu-ray    | 2009. december 23.  | 7.       | [ 25 ] [ 26 ] |
| VIII. DVD és Blu-ray   | 2011. július 27.    | 8.       | [ 10 ] [ 27 ] |
| IX. DVD és Blu-ray     | 2012. február 15.   | 9.       | [ 11 ] [ 28 ] |
| X. DVD és Blu-ray      | 2012. december 26.  | 10.      | [ 7 ] [ 29 ]  |
| I–V. Blu-ray díszdoboz | 2010. október 22.   | 1–5.     | [ 30 ]        |